# Ракшабандхан
Ракшабандхан или ракхибандхан — популярный индуистский праздник, отмечаемый в день полнолуния месяца шраван (июль — август). В этот день сёстры надевают своим братьям на руку священные повязки (называемые «ракха»), призванные защитить их от злых сил, а юноша, в свою очередь, дарит своей сестре подарок и обязуется до конца жизни защищать её и покровительствовать ей. В завершении церемонии, брат и сестра дают друг другу различные сладости. В этот же день брахманы меняют свой священный брахманский шнур на новый.
Ритуал не обязательно проводится между братьями и сестрами; девушка, привязав ракху к руке юноши, может тем самым стать его приёмной сестрой. В индийской истории было много случаев, когда женщины просили таким образом защиту и покровительство у мужчин, которые не были их братьями, а некоторые — даже не были индуистами. Также известны случаи, когда правители ради защиты девушки, когда-то повязавшей им ракху, вступали в войну. Ракхи также могут повязываться в других случаях, например, просто в знак выражения солидарности, как это делалось в период борьбы Индии за независимость.
Согласно индуистскому преданию, во время войны девов и асуров Индра никак не мог одержать вверх над могучим демоном Вритрой. Только после того, как супруга Индры повязала на запястье своего мужа шёлковый шнур, обладавший особой силой, Индра победил Вритру и отвоевал у асуров свою небесную обитель.